# Pentti Kontula
Pentti Olavi Kontula (ur. 4 września 1930 w Lohja, zm. 13 czerwca 1987 w Helsinkach) – fiński pięściarz. Reprezentant kraju podczas igrzysk olimpijskich w 1952 w Helsinkach. 
Na igrzyskach w Helsinkach wystąpił w turnieju wagi lekkośredniej. W pierwszej wygrał z Neacșu Șerbu z Rumunii w drugiej przegrał z Petyrem Spasowem z Bułgarii.